# Бекарт
Бекарт (N.V. Bekaert S.A.) е белгийско предприятие за производство на стоманени телове, покрития за тях и производни продукти. Към 2012 година то е най-големият производител в света на телове за автомобилни гуми. Основано е през 1880 година, а седалището му е в Кортрейк, провинция Западна Фландрия.
Бекарт е сред най-големите белгийски предприятия и към 2012 година е част от BEL20, индекса на брюкселската борса.